# أ. كوينسي جونز
أ. كوينسي جونز (بالإنجليزية: A. Quincy Jones)‏ هو مهندس معماري أمريكي، ولد في 1913 في كانساس سيتي في الولايات المتحدة، وتوفي في 3 أغسطس 1979 في لوس أنجلوس في الولايات المتحدة.